# روبين زادهوفيتش
روبين زادهوفيتش (بالإنجليزية: Ruben Zadkovich)‏ (23 مايو 1986 سيدني أستراليا - ) هو لاعب كرة قدم أسترالي.

## روابط خارجية
- روبين زادهوفيتش على موقع قاعدة بيانات كرة القدم.إي يو (الإنجليزية)
- روبين زادهوفيتش على موقع ناشيونال فوتبول تيمز (الإنجليزية)
- روبين زادهوفيتش على موقع Soccerbase.com (لاعب) (الإنجليزية)
- روبين زادهوفيتش على موقع Soccerway.com (الإنجليزية)
- روبين زادهوفيتش على موقع عالم كرة القدم.نت (الإنجليزية)
- روبين زادهوفيتش على موقع أوليمبيديا (الإنجليزية)
- روبين زادهوفيتش على موقع اللجنة الأولمبية الأسترالية (الإنجليزية)